# Instinct (album de Iggy Pop)
Pour les articles homonymes, voir Instinct (homonymie).
Albums de Iggy Pop
Blah Blah Blah
(1986) Live at the Channel Boston M.A. 1988
(1990)
Singles
1. Cold Metal
Sortie : 1988
2. High On You
Sortie : 1988
3. Easy Rider
Sortie : 1988

Instinct est le neuvième album d'Iggy Pop. Il est sorti en juin 1988 sur le label A&M records et a été produit par Bill Laswell.

## Historique
Cet album a été enregistré à New-York dans les B.C. Studios (pour le chant) et les studios Sorcerer Sound (pour la musique). Après son précédent album, Blah Blah Blah, orienté plutôt vers la pop, Iggy revient ici vers un album orienté vers le heavy metal. Un changement complet des musiciens est aussi opéré ici, avec notamment l'arrivée de l'ex-Sex Pistols, Steve Jones à la guitare.
L'album se classa à la 110e place du Billboard 200 aux États-Unis. Le single "Cold metal" atteignit la 37e au classement des Mainstream Rock Tracks et fut nommé dans la catégorie Grammy Award de la meilleure prestation hard rock lors de la 31e cérémonie des Grammy Awards en 1989.

## Liste des titres
- Toutes les chansons sont d'Iggy Pop, sauf indications contraires.

1. Cold Metal – 3:27
2. High on You – 4:48
3. Strong Girl (Jones, Pop) – 5:04
4. Tom Tom – 3:17
5. Easy Rider (Jones, Pop) – 4:54
6. Power & Freedom (Jones, Pop) – 3:53
7. Lowdown – 4:30
8. Instinct – 4:12
9. Tuff Baby – 4:27
10. Squarehead (Jones, Pop) – 5:06

## Musiciens
- Iggy Pop : chant
- Steve Jones : guitares
- Seamus Beaghen : claviers
- Leigh Foxx : basse
- Paul Garisto : batterie
- Jeff Bova: programmation Fairlight CMI
- Nicky Skopelitis: programmation des claviers

## Charts
Album
| Pays             | Durée du classement | Meilleur classement |
| ---------------- | ------------------- | ------------------- |
| Allemagne        | 2 semaines          | 54e                 |
| Canada           | 13 semaines         | 34e                 |
| États-Unis       | 12 semaines         | 110e                |
| Nouvelle-Zélande | 7 semaines          | 28e                 |
| Royaume-Uni      | 1 semaine           | 61e                 |
| Suède            | 2 semaines          | 20e                 |
| Suisse           | 1 semaine           | 28e                 |

Single
| Année | Single     | Chart                  | Durée du classement | Position |
| ----- | ---------- | ---------------------- | ------------------- | -------- |
| 1997  | Cold Metal | Mainstream Rock Tracks | 5 semaines          | 37e      |